# فرماندهی جبهه غربی چین
فرماندهی جبهه غربی چین (انگلیسی: Western Theater Command) یکی از پنج فرماندهی میدانی ارتش آزادی‌بخش خلق است که در ۱ فوریه ۲۰۱۶ تأسیس شد. حوزه اختیارات آن شامل سیچوان، تبت، گانسو، نینگشیا، چینگهای، سین‌کیانگ، شانشی، یون‌نان، چونگ‌کینگ می‌شود. استان گوی‌ژوو نیز گاهی اوقات به عنوان بخشی از این فرماندهی ذکر می‌شود. فرمانده فعلی آن از اوت ۲۰۲۱ ژنرال وانگ هایجیانگ است. کمیسر سیاسی فعلی آن ژنرال لی فنگبیائو است.
در ماه مه ۲۰۱۶، جمهوری خلق چین رتبه و جایگاه فرماندهی نظامی تبت غربی خود را افزایش داد، تا دامنه ماموریت‌ها و آمادگی رزمی خود را گسترش دهد، اقدامی که تحلیلگران در پکن گفتند تا حدی با هدف تقویت مرز با هند انجام شده است. در این گزارش آمده است که فرماندهی نظامی سین کیانگ نیز ممکن است در آینده ارتقا یابد. هر دو فرماندهی تحت فرماندهی میدانی تازه تأسیس غربی، بزرگترین منطقه از پنج منطقه نظامی تازه سازماندهی شده ارتش آزادی‌بخش خلق، قرار دارند. روزنامه گلوبال تایمز، وابسته به حزب کمونیست چین، گزارش داد که این تغییر به فرماندهی اجازه می‌دهد «ماموریت‌های رزمی بیشتری را بر عهده بگیرد».